# Отсорп число
Отсорп (ананим на просто – просто отзад напред) число е просто число, което остава просто, когато десетичните цифри се четат наобратно. това определение изключва свързаните палиндромни прости числа. Терминът обръщаемо просто число може да се използва по същия начин като отсорп, но може да е двусмислен, включвайки палиндромните прости числа.
Началото на отсорп числата е 13, 17, 31, 37, 71, 73, 79, 97, 107, 113, 149, 157, 167, 179, 199, 311, 337, 347, 359, 389, 701, 709, 733, 739, 743, 751, 761, 769, 907, 937, 941, 953, 967, 971, 983, 991, ... (последователност A006567 в OEIS)
Всички непалиндромни пермутационни прости числа са отсорп.
Към ноември 2009 г. най-голямото известено отсорп число е 1010006+941992101×104999+1, открито от Йенс Крузе Андерсен през октомври 2007 година.